# アンデルセン・パン生活文化研究所
株式会社アンデルセン・パン生活文化研究所（アンデルセン・パンせいかつぶんかけんきゅうじょ）は、アンデルセングループを統括する持株会社である。

## 概説
1948年創業のタカキベーカリー が、2003年4月に持株会社制へ移行してアンデルセングループを形成するにあたり、主要4事業を会社分割して新設子会社へ移管し商号変更し法人格を引き継いだグループ持株会社となる。現在のタカキベーカリーは2003年4月に新設された会社である。
アンデルセングループは、現社主高木誠一の父で創業者の高木俊介が1959年にデンマークコペンハーゲンで食したデニッシュペストリーに感銘して「デンマーク」をテーマとし、パンの種類やベーカリーカフェブランドなどはデンマークに由来するものが多い。「アンデルセン」はデンマークの童話作家ハンス・クリスチャン・アンデルセン、「リトルマーメイド」は彼の代表作である人魚姫に由来している。その縁で高木誠一はデンマーク名誉領事 を務めている。
2011年、福島第一原子力発電所事故後疎開して来たフィンランド大使館から依頼を受け、同社が広島市で管理するビルの一室を提供 していた。

## 特徴
今では、どのパン屋さんでも買える「デニッシュペストリー」を日本で初めて販売したのも、お客がトングで自分の買いたいパンを選んで買う「セルフ式販売」を初めて導入したのも、「冷凍パン生地の製造ライン」を日本で初めて作ったのも、アンデルセン。絶えず、業界の常識を破り続けることで、パン業界のフロンティア企業とも呼ばれる。

## 傘下企業

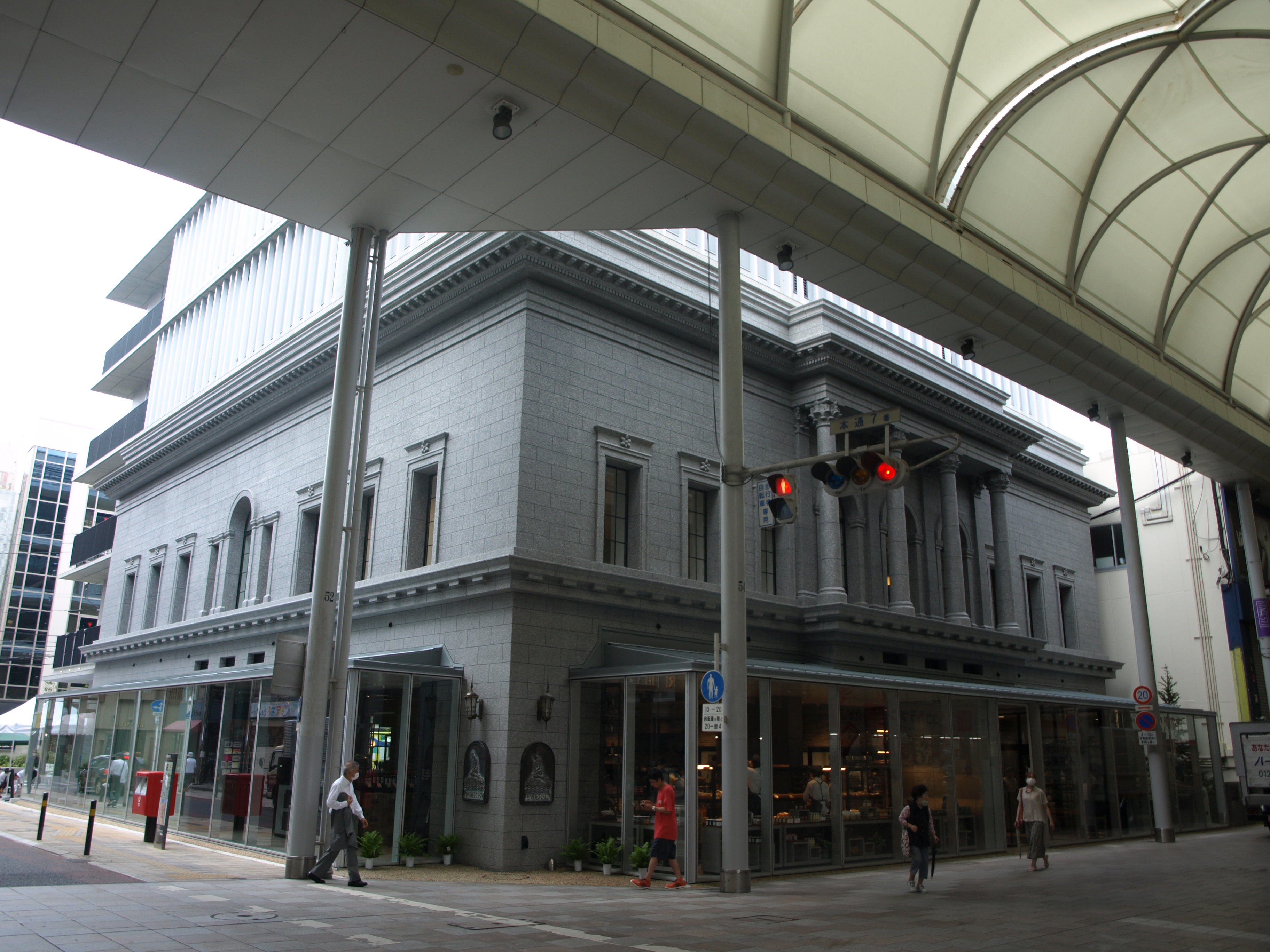
広島アンデルセン 2020年8月撮影

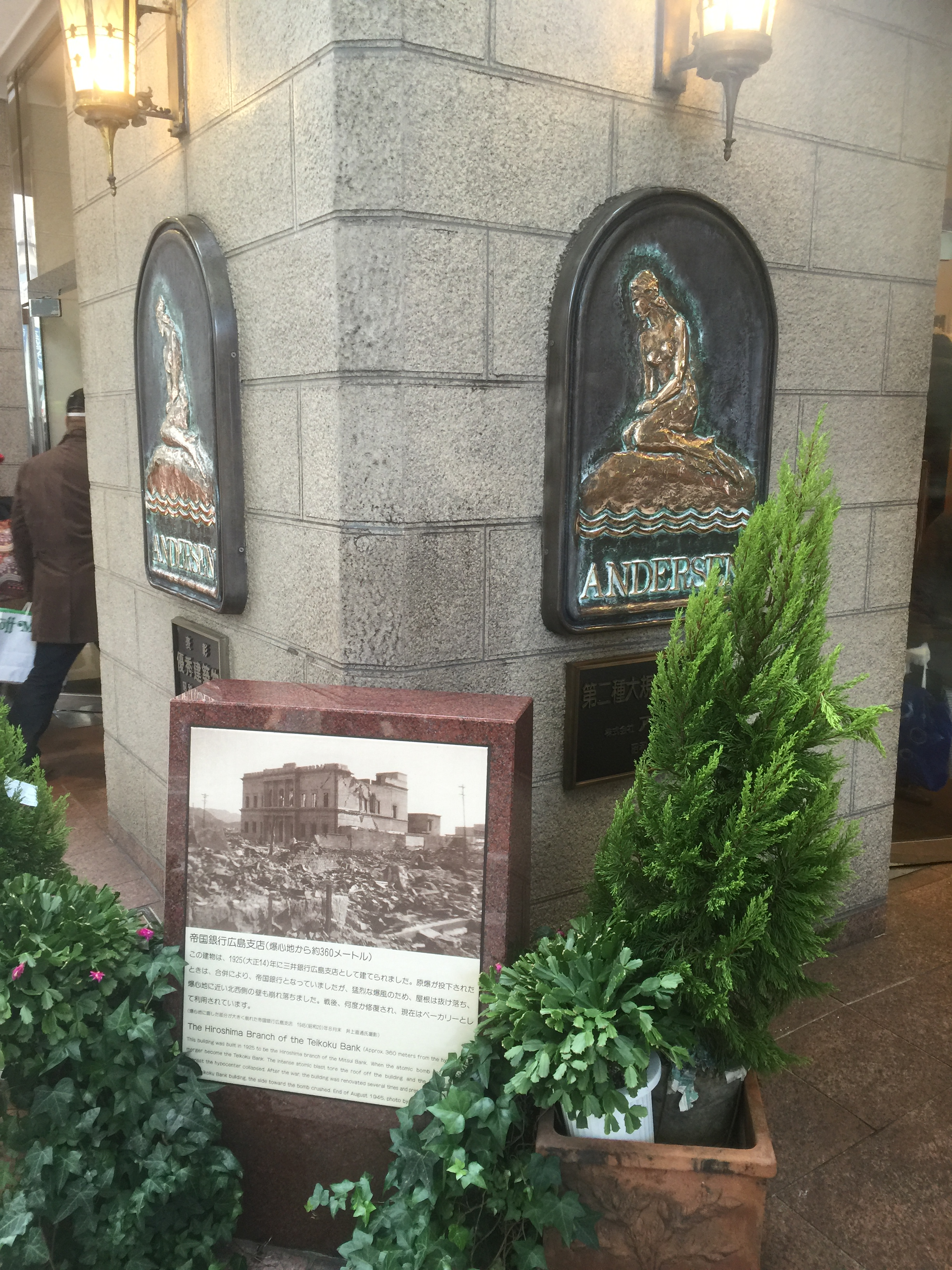
モニュメントと被曝建物に関する説明碑

- 株式会社タカキベーカリー - パン・菓子の製造、パン売場の提案、業務用冷凍パン・洋菓子等の卸業務
- 株式会社アンデルセン - 直営のパン小売店舗・アンデルセンを運営
- 株式会社アンデルセンファーム - 広島県北広島町に株式会社として農業（りんご園）に参入している。
- 株式会社アンデルセンサービス - グループの管理部門

### 過去に存在した傘下企業
- 株式会社マーメイドベーカリーパートナーズ - フランチャイズのパン小売店舗・リトルマーメイドなどを展開、2022年にタカキベーカリーに合併[6][7]

## グループ沿革
- 1948年8月 - 創業
- 1951年12月 - 会社設立（株式会社タカキのパン）
- 1962年2月 - 商号を株式会社タカキベーカリーに変更。
- 1967年10月 - アンデルセン1号店を広島でオープン。
- 1982年11月 - 子会社・株式会社アンデルセン設立。
- 2003年4月 - 会社分割のうえ、商号を株式会社アンデルセン・パン生活文化研究所に変更して、持株会社化。
- 2005年10月 - 株式会社アンデルセンファーム設立。

## 歴代社長
- 高木誠一：2003年 - 2013年
- 吉田正子：2013年 - 2015年
- 林春樹：2015年 - 2018年
- 沼田二郎：2018年 -

## アンデルセンのメルヘン大賞
童話（メルヘン）の公募新人賞・アンデルセンのメルヘン大賞（アンデルセンのメルヘンたいしょう）を主催している。創業35周年の1983年から毎年開催され、ハンス・クリスチャン・アンデルセンの誕生日4月2日に受賞作が発表される。2016年現在第33回まで行われた。大賞・優秀賞・こども大賞受賞作は選考委員を務めるプロのイラストレーターによる挿絵付きで、アンデルセン店舗と通販限定販売の書籍「アンデルセンのメルヘン文庫」として出版される。
小説家の天童荒太は新人時代に栗田教行名義で応募し、第3回で優秀賞を受賞した。

## テレビ番組
- 日経スペシャル カンブリア宮殿 利益でなく、文化を広げろ！ パン職人が切り開いた常識破り経営術（2014年5月29日、テレビ東京）[5]

## 書籍

### 関連書籍
- 『アンデルセンを食卓に 高木俊介の仕事』（著者:井上優）（1988年11月1日、主婦の友社）ISBN 9784079296069